# 1940 au Yukon
Chronologie du Yukon
- 1936
- 1937
- 1938
- 1939
- 1940
- 1941
- 1942
- 1943
- 1944

Cette page concerne des événements d'actualité qui se sont produits durant l'année 1940 dans le territoire canadien du Yukon.

## Politique
- Chef exécutif : George A. Jeckell
- Législature : 11e puis 12e

## Événements
- 26 mars : Le PLC de Mackenzie King remporte l'élection générale fédérale avec 178 députés contre 40 conservateurs, 10 créditistes et 8 sociaux-démocrates. Dans la circonscription du territoire du Yukon, le conservateur et ex commissaire George Black est de nouveau élu face au libéral Charles Reid et il remplace sa femme et l'indépendante conservatrice Martha Black.
- 25 novembre : Seizième élection générale yukonnaise (en).

## Naissances
- 12 juillet : Robert Bruce (en), député territoriale de Vuntut Gwitchin (1996-2000) et 5e président de l'Assemblée législative du Yukon († 16 avril 2023)
- 24 août : Terry Buckle (en), prêtre († 10 septembre 2020)

## Décès
- 20 avril : Alfred Thompson (en), député fédéral de la circonscription du Yukon (1904-1908, 1911-1921) (º 6 juin 1869)
- 13 décembre : Alexander Henderson, commissaire du Yukon (º 13 mars 1860)